# Puylaurens
Puylaurens ([pɥiloʁɑ̃s], okzitanisch: Puèglaurenç) ist eine südfranzösische Gemeinde mit 3.212 Einwohnern (Stand: 1. Januar 2022) im Département Tarn in der Region Okzitanien. Puylaurens gehört zum Arrondissement Castres und zum Kanton Le Pastel. Die Einwohner werden Puylaurentais genannt.

## Geographie
Puylaurens liegt in der Kulturlandschaft Lauragais, etwa 50 Kilometer östlich von Toulouse am Fluss Girou. Umgeben wird Puylaurens von den Nachbargemeinden Guitalens im Norden, Vielmur-sur-Agout im Nordosten, Sémalens im Osten, Saint-Germain-des-Prés und Lempaut im Südosten, Blan und Poudis im Süden, Montgey, Péchaudier und Saint-Sernin-lès-Lavaur im Südwesten, Cuq-Toulza, Lacroisille und Appelle im Westen, Bertre, Prades und Saint-Paul-Cap-de-Joux im Nordwesten. 
Durch die Gemeinde führt die Route nationale 126 (die frühere Route nationale 621).

## Bevölkerungsentwicklung
| Jahr      | 1962 | 1968 | 1975 | 1982 | 1990 | 1999 | 2006 | 2011 |
| Einwohner | 3088 | 2936 | 2782 | 2778 | 2708 | 2792 | 2891 | 3235 |

## Persönlichkeiten
- Guillaume de Puylaurens (um 1200–nach 1275), Priester und Chronist des Albigenserkreuzzugs
- Antoine de L’Age (1602–1635), Herr von Puylaurens
- Charles Eugène Gabriel de La Croix de Castries (1727–1801), Herr von Puylaurens
- Georges Frêche (1938–2010), Politiker
- Anne Laperrouze (* 1956), Politikerin